# Wright R-1820

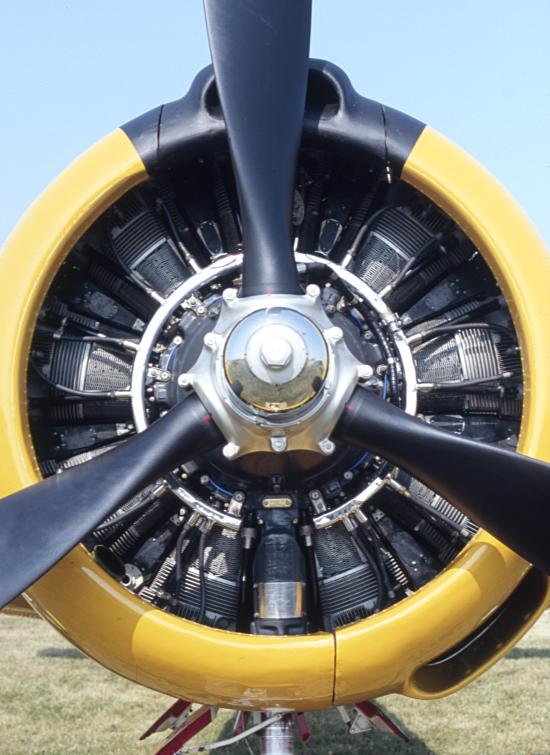
Un Wright R-1820 Cyclone installato sul muso di un North American T-28B

Il Wright R-1820 Cyclone 9 è stato uno dei motori radiali maggiormente utilizzati di quelli prodotti negli Stati Uniti nel periodo che va dal 1930 al 1950.

## Storia
Il Cyclone nacque come sviluppo di un precedente motore stellare prodotto dalla Wright. Nel 1919 venne costituita la Wright Aeronautical Corporation, compagnia statunitense che si occupò della produzione di motori aeronautici Hispano-Suiza costruiti su licenza. Il primo progetto autonomo fu il Wright R-1, motore che ebbe un buon successo e che gettò le basi per la realizzazione di un'unità che soddisfacesse le specifiche della richiesta della U.S. Navy per un nuovo motore radiale raffreddato ad aria. Questo portò alla progettazione nel 1924 del Wright P-2, predecessore del Cyclone, mai portato in produzione per le dimissioni dell'ingegnere progettista Frederick Rentschler, che assieme al suo staff preferì accettare le proposte della concorrente Pratt & Whitney.
Tuttavia nel 1927 la Wright Aeronautical iniziò la produzione dell'R-1820, che riscosse un successo tale da essere montato su diversi velivoli durante gli anni trenta. Nel 1929 la ditta si fuse con la Curtiss dando origine alla Curtiss-Wright. Dopo questa fusione si iniziò a sviluppare una versione più potente di questo motore che potesse raggiungere una potenza di 1 000 hp (746 kW). Da questo progetto scaturì dell'R-1820, la cui produzione iniziò nel 1935 e che diverrà uno dei motori più utilizzati negli anni trenta e nella seconda guerra mondiale.
L' R-1820 fu costruito su licenza anche dalla Lycoming Engines, Pratt & Whitney Canada ed anche, durante la seconda guerra mondiale, dalla Studebaker.
Anche l'Unione Sovietica aveva acquistato i diritti per produrlo su licenza, designandolo M-25, costituendo un ufficio di progettazione, l'OKB 19, diretto dall'ingegner Arkadij Dmitrievič Švecov per sviluppare ulteriormente quel progetto.
L'R-1820 fu il propulsore di molti conosciutissimi aeroplani tra cui i primi velivoli di linea della Douglas (dal prototipo DC-1, DC-2, le prime versioni civili del famosissimo DC-3, fino alla limitata produzione del DC-5), del bombardiere statunitense probabilmente più conosciuto, il Boeing B-17 Flying Fortress, del bombardiere in picchiata Douglas SBD Dauntless, delle prime versioni del caccia sovietico Polikarpov I-16 (con il sopracitato M-25), e dell'elicottero Piasecki H-21.
L'R-1820 ha avuto anche un interessante uso, seppur limitato, nel motorizzare carri armati.
La versione G-200 fu una versione del motore radiale a 9 cilindri alimentata a benzina che sviluppava 900 hp a 2,300 giri/min installato sul carro M6. La Caterpillar Inc. convertì il Wright RD-1820 al ciclo diesel, denominandolo D-200, il quale sviluppava 450 hp a 2.000 giri/min; quest'ultimo motorizzò il carro M4A6 Sherman.

## Versioni
- R-1820-1 - 575 hp (429 kW)
- R-1820-4 - 770 hp (574 kW)
- R-1820-22 - 950 hp (708 kW)
- R-1820-33 - 775 hp (578 kW)
- R-1820-45 - 930 hp (694 kW)
- R-1820-53 - 1 000 hp (750 kW)
- R-1820-60 - 1 200 hp (895 kW)
- R-1820-62 - 1 350 hp (1 007 kW)
- R-1820-72W - 1 425 hp (1 063 kW)
- R-1820-80 - 700 hp (522 kW)
- R-1820-86 - 1 425 hp (1 063 kW)
- R-1820-97- 1 200 hp (895 kW), (con un turbocompressore in aggiunta al compressore centrifugo)
- R-1820-103 - 1 425 hp (1 063 kW)

## Velivoli utilizzatori
Italia
- Macchi M.C.94
- Savoia-Marchetti S.M.73

 Stati Uniti
- Boeing B-17 Flying Fortress
- Boeing 307 StratolinerBoeing C-75
- Brewster F2A Buffalo
- Curtiss SBC Helldiver
- Curtiss SC Seahawk
- Curtiss-Wright CW-21
- T2D-1
- Douglas A-33
- Douglas B-18 Bolo
- Douglas DC-2
- Douglas DC-3 (DST, G-102 and G-202)
- Douglas DC-5
- Douglas DF
- Douglas SBD Dauntless
- Grumman AF Guardian
- Grumman Albatross
- Grumman J2F Duck
- Grumman S-2 Tracker
- Lockheed Lodestar
- Lockheed Hudson
- Martin B-10
- Martin 156
- North American O-47
- North American P-64
- North American T-28 Trojan
- Piasecki H-21
- Ryan FR Fireball
- Sikorsky H-34

### Motori comparabili
- Pratt & Whitney R-1830 Wasp